# 悦乐镇 (大关县)
悦乐镇，是中华人民共和国云南省昭通市大关县下辖的一个乡镇级行政单位。

## 行政区划
悦乐镇下辖以下地区：
悦乐村、青林村、妥河村、里底村、沙坪村、大坪村、新寨村、塘房村和太坪村。